# 田蚡
田蚡（？—前130年5月2日），內史長陵（今陝西咸陽市東北）人，西漢政治人物。汉武帝的舅舅、大臣，封武安侯。後來與魏其侯窦婴不和，設計殺害灌夫及窦婴，窦婴死後，田蚡亦發瘋而亡。《史記》中說，占卜師分析田蚡是因為窦婴和灌夫兩鬼的靈魂缠身而死亡。

## 生平
田蚡相貌醜陋，巧於文辭。魏其侯窦婴掌权时，田蚡还是个郎官，往来于窦婴家，陪窦婴饮酒，时跪时起，对窦婴的恭敬就好像是窦婴家的晚辈一样。
其同母異父的姐姐王娡后成为景帝的第二任皇后，外甥劉徹又被立为太子。建元元年（前140年），劉徹登基，為漢武帝。同年田蚡被封為武安侯，拜太尉，後遷丞相，受到趙綰、王臧的牽連被免職。建元六年（前135年），太皇太后窦漪房去世，田蚡被封为丞相，好儒術，立五經博士。独断专横，“由此滋骄，治宅甲诸第”。元光三年（前132年）黄河改道南流，十六郡遭严重水灾，他因封邑鄃（今山东平原）在旧河道以北，没有受到水灾，力阻治理，使治河工作停止二十年之久。
田蚡拜相之後，入朝奏事，一坐就是很長時間，他所推薦的人，有人從平民直奔二千石級，任命大批官員，不讓皇帝說話，皇帝忍耐不住了，於是說：「你封的官吏已經完了沒有？我也想封個幾個官呢！」田蚡也曾經要求把考工官署的土地收歸己有，讓自己擴建住宅，皇帝諷刺他說：「怎麼不把兵器倉庫也拿去！」從這以後才收斂一些。韩安国能够第二次“死灰复燃”重新当官，也是因为贿赂了田蚡五百金物。
田蚡身材矮小，其貌不揚，可是地位已經很高了。有一次，他請客人宴飲，讓他的哥哥蓋侯王信南向坐，自己卻東向坐在尊貴的位置，田蚡自認自己是當朝宰相之尊，就算是私下跟兄長飲酒，也不能委曲自己，從此更加驕縱。他修建住宅，其規模、豪華超過了所有的貴族的府第。田地莊園都極其肥沃，他派到各郡縣去購買器物的人，在大道上絡繹不絕。前堂擺投著鐘鼓，豎立著曲柄長幡，在後房的美女數以百計。諸侯奉送給他的珍寶金玉、狗馬和玩好器物，數也數不清。
田蚡得志後，與窦婴有許多糾紛，包括相約遲到，與索求土地不遂等。元光四年（前131年）田蚡娶燕王刘定国之女为夫人，辦婚宴，王太后命令大臣都得去喜酒場上祝賀，灌夫不願去，魏其侯竇嬰卻強迫灌夫一起參與，田蚡在酒席中受到眾人推崇，而竇嬰卻遭到冷落，灌夫很生氣。恰好灌夫的結誼親戚臨汝侯灌賢（灌嬰的後代）與衛尉程不識竊竊私語，沒有迴避竇嬰的敬酒。灌夫為人剛直，大罵灌賢：「你平時說程不識不值一錢，今天長輩敬你酒，你卻像是女孩子一樣跟程不識說悄悄話咧！」田蚡知道灌夫尊敬李廣，就出來勸解：「程將軍和李將軍都是衛尉，你當眾侮辱程將軍，不是也罵了李將軍？」灌夫說：「今天把我殺了，我都不在乎，管甚麼程將軍、李將軍！」，田蚡向汉武帝弹劾灌夫“罵座不敬”，大毀灌夫平素橫行不法，將灌夫處死。竇嬰怒而揭露田蚡與淮南王刘安來往，田蚡心生怨恨。
元光五年（前130年），魏其侯竇嬰曾经受汉景帝遗诏“事有不便，以便宜论上”，灌夫被灭族前，诸位大臣没有再敢进言相救的。竇嬰就上书言之，书奏上，而案尚书却找不到遗诏的记录，就弹劾窦婴矫先帝诏，罪当弃市。十二月，窦婴在渭城被以“偽造聖旨罪”斬首棄市。竇嬰死後，春三月乙卯（前130年5月2日），丞相田蚡也得病去世。田蚡病倒时，病中喃喃口呼謝罪，家人請來能視陰陽鬼事之人，得知是魏其侯窦婴和灌夫兩鬼守住田蚡，鞭笞索命，群醫束手，只能眼睜睜看著田蚡不治。田蚡死後，其子田恬继承武安侯爵，公元前127年因穿直裾入宫不合礼仪被废除了爵位。

## 后事
元狩元年（前122年），淮南王刘安谋反的事被发觉了，汉武帝追查此事。刘安前次来朝，田蚡担任太尉，当时到霸上来迎接淮南王说：“皇上没有太子，大王最贤明，又是高祖的孙子，一旦皇上去世，不是大王继承皇位，还应该是谁呢！”刘安十分欢喜，送给田蚡许多金银财物。汉武帝自从窦婴的事件发生时就不认为武安侯是对的，只是碍着王太后的缘故罢了。等听到刘安向田蚡送金银财物时，汉武帝说：“假使武安侯还活着的话，肯定要灭族的。”

## 家族
- 父亲：田□
- 母亲：臧儿
- 大姐：王娡（同母异父）
- 二姐：王兒姁（同母异父）
- 大哥：王信（同母异父）
- 弟弟：田胜
- 妻子：刘□（燕王之女）
- 长子：田恬，儿媳：□氏

## 分析
《漢書》「竇嬰田蚡灌夫列傳」說：「魏其銳身為救。曰終不令灌仲孺獨死。上無意殺魏其。乃有蜚語聞上。以十二月晦，棄市。及春，武安病，專呼謝罪。使視鬼者視之。見魏其灌夫共守，欲殺之，竟死。」說明竇嬰矯詔判死原因為武安侯田蚡誣告魏其侯矯先帝遺詔，及毀謗朝廷罪狀，武帝大怒命有司案治，一族獲罪抄斬。另外在魏其侯死後，田蚡亦發瘋而亡。

## 延伸阅读
[在维基数据编辑]
 《史記/卷107》，出自司馬遷《史記》
 《漢書·卷052》，出自班固《漢書》